# Birgitta Haukdal
Birgitta Haukdal Brynjarsdóttir (Húsavík, Islândia), 28 de julho de 1979-) é uma cantora islandesa.
Na maior parte da sua vida, Haukdal viveu no norte da Islândia. Em novembro de 1999 Haukdal substiuiu a então líder da banda pop Írafár. Ele lançaram o seu primeiro single "Hvar er ég?" ("Onde estou Eu?") no verão de 2000, seguida por mais dois singles em 2001.. A banda assinou um contrato com a maior editora/gravadora islandesa Skífan em 2002, lançando o seu primerio álbum  "Allt sem ég sé" (Tudo o que eu Vejo") nos inícios de novembro. Foi o álbum mais vendido na Islândia durante os últimos 25 anos, alcançando o disco de platina, o que é muito difícil na Islândia.
Haukdal é uma das mais populares cantoras pop islandesas. Ela foi votada como a Estrela Pop do Ano e a Cantora do Ano em 2002. Em 2003, venceu a final islandesa para a escolha da representante da Islândia no Festival Eurovisão da Canção 2003 com a canção "Segðu mér allt". Na Eurovisão, ela cantou em inglês o tema "Open your heart" e terminou em 9.º lugar.
Ela competiu na final islandesa do Festival Eurovisão da Canção 2006 em dueto Magni Ásgeirsson, onde interpretou o tema "Mynd Af Þér" or "Imagem de ti" e também chegou à final islandesa para o Festival Eurovisão da Canção 2008 noutro dueto com a canção "Núna veit ég", mas em ambas ocasiões não conseguiu vencer.